# برابری آموزشی
برابری آموزشی شاخصی از موفقیت، عدالت و فرصت در آموزش هست.
برابری آموزشی به دو عامل بستگی دارد. عامل اول عدالت است که به‌طور ضمنی اشاره می‌کند که عوامل مربوط به شرابط شخصی هر فرد نباید مانع موفقیت آمورشی (تحصیلی) بک فرد شود. عامل دوم همه گیر بودن است که به استانداردی جامع اشاره دارد که برای همه افراد در یک سیستم آموزشی خاص اعمال می‌شود.